# Cylindrocystis diplospora
Cylindrocystis diplospora là một loài Song tinh tảo trong họ Mesotaeniaceae, thuộc chi Cylindrocystis.